# La Chapelle-de-Surieu
La Chapelle-de-Surieu is een gemeente in het Franse departement Isère (regio Auvergne-Rhône-Alpes) en telt 477 inwoners (1999). De plaats maakt deel uit van het arrondissement Vienne.

## Geografie
De oppervlakte van La Chapelle-de-Surieu bedraagt 11,4 km², de bevolkingsdichtheid is 41,8 inwoners per km².
De onderstaande kaart toont de ligging van La Chapelle-de-Surieu met de belangrijkste infrastructuur en aangrenzende gemeenten.

## Demografie
Onderstaande figuur toont het verloop van het inwonertal (bron: INSEE-tellingen).